# 曾德成

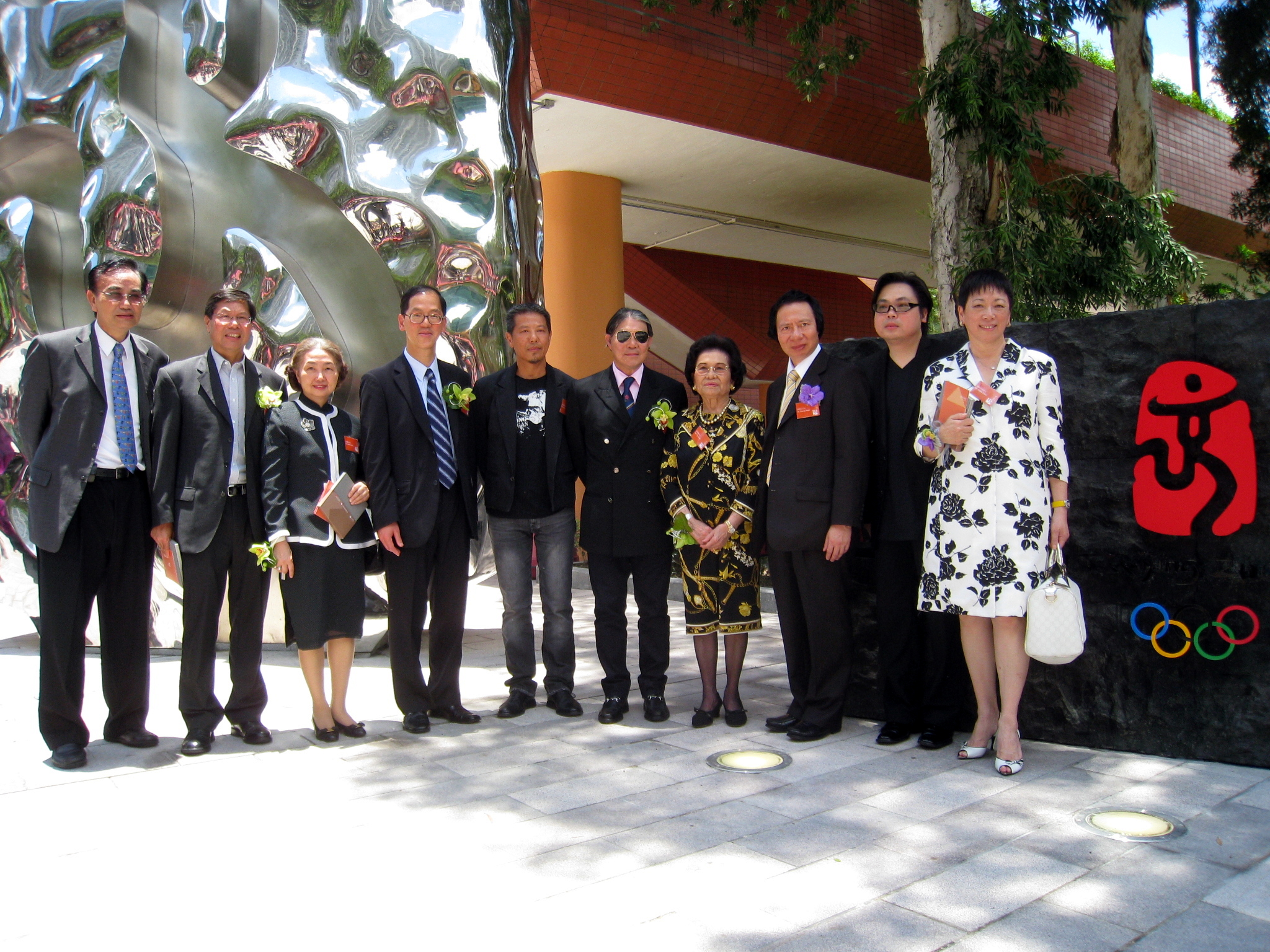
圖左起的第4位，結斜紋領帶男士為曾德成。

曾德成，GBS，JP（1949年5月10日—），前香港民政事務局局長，第七至十屆全國人大代表（1990年至2008年）、大公報總編輯。他生於廣東省廣州市，籍貫為廣東順德龍江鎮仙塘村。

## 早年生涯
曾德成出身於左派家庭，其胞兄為民主建港聯盟創黨主席曾鈺成。他曾經在聖保羅書院小學和聖保羅書院就讀，在六七暴動時期於學校派發共產主義及反港英政府傳單，甚至從校舍高處把傳單拋出般咸道上。傳單內容包括譴責當時香港教育制度的目的是「推行奴化教育」（The education system aiming at enslavement）、批評政府「不准我們愛國」及「用法西斯手段鎮壓愛國同胞」。時任英籍代校長韋爾思（R. G. Wells）報警，曾德成於9月28日於學校被拘捕，其後因為煽動罪名被判監禁兩年。他因此成為少年犯及留有刑事案底，失去升讀大學機會。當年法官在判詞中認為曾愚蠢，但當時曾德成的父親在庭上表示兒子做得很對。曾德成在2014年首度开腔談及事件，强調自己當年僅僅是在學校派發反對殖民地主義傳單，反問道：“這何犯罪之有？”
曾德成於1969年2月7日出獄後，於《大公報》任職，後來升任副總編輯及總編輯。

## 政界生涯
曾德成於1998年獲董建華聘請他出任中央政策組全職顧問。2007年7月1日接替何志平出任民政事務局局長，成為香港首位帶有刑事紀錄的香港政府高級官員。對於其刑事案底，曾德成認為屬於年輕學生時期的事情，從來沒有對他的工作構成影響。

## 退休
2015年7月21日，當於香港民政事務局局長之完成後一職並正式退休，之後就結束八年的局長生涯，由時任政制及內地事務局副局長劉江華接替離任的曾德成。

## 爭議

### 批評陳方安生
2007年12月5日，前政務司司長陳方安生首次以立法會議員身分就社會企業的辯論發言，指民主與民生不可分割。曾德成回應指陳方安生在英國殖民地統治時，有主持民生及經濟工作，質疑除非她認為殖民統治就是民主，否則她當時所為的並非民生工作。他揶揄陳方安生殖民地時做的民生工作是「官生」的工作或者是「安生」的工作。有學者認為，曾的言論「刻薄」，無助政府與議員建立溝通。
他隨後又稱，原來陳方安生除了「忽然民主」之外，亦是「忽然民生」。這番言論隨即引起泛民主派的不滿，陳方安生也指曾的言論為「人身攻擊」。
香港大學民意研究計劃民調顯示，在立法會公開批評陳方安生後曾德成民望急跌，有29％受訪者反對他出任局長，急升12個百分點。對於曾德成民望急跌，中大政治及行政學系高級導師蔡子強認為，這事件對左派圈子的打擊可能較大，因為曾德成是首名左派出任的局長，卻「出閘脫腳」。他又相信，曾德成民望大跌的原因，除了因為批評陳太外，亦可能和政府最近委任區議員有關。

### 「大澳和諧」事件
曾德成2009年涉嫌以其民政事務局局長身份向香港基督教女青年會施壓，導致大澳社工謝世傑等人被發警告信及調職。

### 2009年東亞運動會超支事件
2011年4月審計署向立法會提交審計報告指出2009年東亞運動會成本與預算出現重大差距，除了1億2千多萬港元的政府資助外，各部門合共需要額外承擔1億3千多萬港元的開支，超支達一倍，及負責籌辦的東亞運公司有2千多萬元盈餘，沒根據協議全數歸還政府等等。2011年6月立法會政府帳目委員會對民政事務局當時未有確定主辦東亞運的全部直接成本，便向立法會財務委員會申請撥款，表示「極度遺憾，不可接受」，又對當局擬備的收支預算欠準確表示「感到震驚，認為有關當局難辭其咎」，點名批評曾德成和其下屬康樂及文化事務署署長馮程淑儀，對兩人沒有在東亞運結束後進行檢討「感到驚訝及認為不可接受」。

### 誤指英國國歌是「國歌」
2012年8月4日，曾德成於機場迎接返港運動員時致詞：「在頒獎台上，香港特別行政區區旗在國歌聲中升起」。當時頒獎會場所奏的是英國國歌《天佑女王》，英國國旗、中華人民共和國國旗和香港區旗一同升起。

## 外部連結
- 六七暴動Wiki - 曾德成
- 《星島日報》曾德成執掌民政事務局 （页面存档备份，存于），2007年6月15日
- 曾德成称香港作为国家一部分 应增加对祖国认识 中国经济网 2014-05-16

| 政府职务      | 政府职务                      | 政府职务      |
| ------------- | ----------------------------- | ------------- |
| 前任： 何志平 | 民政事務局局長 2007年－2015年 | 繼任： 劉江華 |